# 周德威墓
周德威墓为五代后唐名将周德威之墓，位于中华人民共和国山西省朔州市朔城区神头镇红壕头村，1998年4月列入朔城区文物保护单位。周德威是神头镇红壕头村人，村中保留有一座长宽均在60米左右的堡子，传为周德威所修。当地传说，周德威追随李克用之前，在红壕头村子附近占山为王，在村子附近的聚岩川、朱连寨等地驻兵打仗。当地人称，周德威墓有三冢，系为防备盗墓而设。一座位于红壕头村北侧，一座位于村中古堡北侧，一座位于邻近的马跳庄村南侧。